# Крымов, Михаил Дмитриевич
Михаил Дмитриевич Крымов (26 сентября 1881—1 июля 1955) — советский партийный деятель.

## Биография
М. Д. Крымов родился  26 сентября 1881 года в селе Барятино Курмышского уезда Симбирской губернии. Из-за бедности семьи, в 13 лет, бросив обучение в сельской школе, пошёл на заработки. Работал сперва на Петербургском механическом заводе[уточнить], а затем на Симбирском чугунолитейном заводе. 
В 1907 году М. Д. Крымов вступил в партию большевиков и с этого времени неоднократно подвергался арестам и высылке за революционную работу. Был член Петербургского Совета рабочих депутатов и участником Февральской революции.
В конце августа 1917 года М. Д. Крымов, по заданию ЦК РСДРП, приехал в Симбирск. Он был избран в Симбирский Совет рабочих депутатов и в правление Профсоюза рабочих-металлистов. В Симбирске тогда ещё не было самостоятельной большевистской организации. Задача состояла в том, чтобы создать её.
Являясь членом комитета РСДРП, Крымов активно вёл среди рабочих, солдат и крестьян губернии агитационно-политическую работу.
1 января 1918 года Крымов был назначен комиссаром внутренних дел Симбирской губернии. На
В 1919—1921 годах Крымов находился партийной работе в Курмыше, позднее на руководящей хозяйственной работе в Ленинграде, Москве.
Скончался Михаил Дмитриевич Крымов в 1955 году в Ленинграде.

## Память
19 июня 1958 года в Ульяновске (ранее носил название Симбирск) северный отрезок улицы Шевченко (бывшая Большая Конная улица) был переименован в улицу Крымова.